# Reducción de ruido

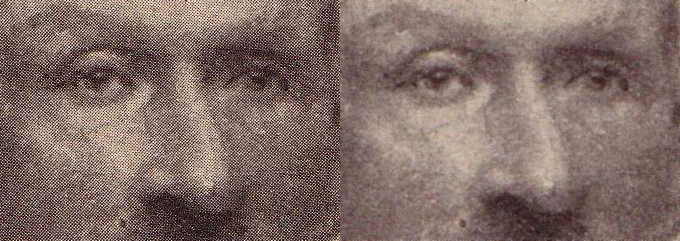
Reducción del ruido del original procedente de un periódico mediante desenfoque gaussiano

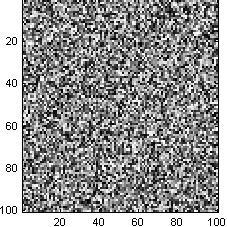
Imagen en blanco y negro de ruido blanco

La reducción de ruido es un proceso que consiste en eliminar el ruido de una señal. Existen técnicas de reducción de ruido para audio e imágenes, cuyos algoritmos tienden a alterar las señales en mayor o menor grado.
Todos los dispositivos de procesamiento de señales, tanto analógicos como digitales, tienen características que los hacen susceptibles a los efectos del ruido. El ruido puede ser aleatorio o ruido blanco con una distribución de frecuencia uniforme, o ruido introducido por el mecanismo de un dispositivo o el procesamiento algorítmico de señales dependiente de la frecuencia.
En los dispositivos de grabación electrónicos, un tipo importante de ruido es el "siseo" creado por el movimiento aleatorio de los electrones debido a la agitación térmica a cualquier temperatura por encima del cero absoluto. Estos electrones agitados se suman y restan rápidamente del nivel de la señal de salida y, por lo tanto, crean un ruido detectable.
En el caso de una película fotográfica o una cinta magnética, se introduce ruido (tanto visible como audible) debido a la estructura del grano del soporte. En una película fotográfica, el tamaño de los granos en la película determina la sensibilidad de la película (a mayor sensibilidad, mayor tamaño de grano). En una cinta magnética, cuanto más grandes son los granos de las partículas magnéticas (generalmente óxido de hierro (III) o magnetita), más propenso es el medio al ruido. Para compensar este efecto, se pueden usar películas o cintas magnéticas con mayores superficies capaces de captar la señal, con el fin de reducir el ruido a un nivel aceptable.

## En general
Los algoritmos de reducción de ruido tienden a alterar las señales en mayor o menor grado, aunque también existen algoritmos de ortogonalización de señal y ruido local que se pueden utilizar para evitar cambios en las señales.

## En prospecciones sísmicas
El registro de impulsos vibratorios (sónicos, subsónicos o hipersónicos) es especialmente crucial para la obtención de imágenes sísmicas, su procesamiento, e interpretación, lo que mejora en gran medida la tasa de éxito en la exploración en la búsqueda de yacimientos de petróleo y de gas. La señal útil a menudo queda difuminada o distorsionada por el ruido aleatorio ambiental, lo que puede causar una falsa discontinuidad de los registros sísmicos, produciendo artefactos en la imagen resultante final. Mejorar la señal útil mientras se preservan las propiedades de las señales sísmicas al atenuar el ruido aleatorio puede ayudar a reducir las dificultades de interpretación y el riesgo de obtener resultados engañosos cuando se procede a la realización de prospecciones sísmicas.

## En audio

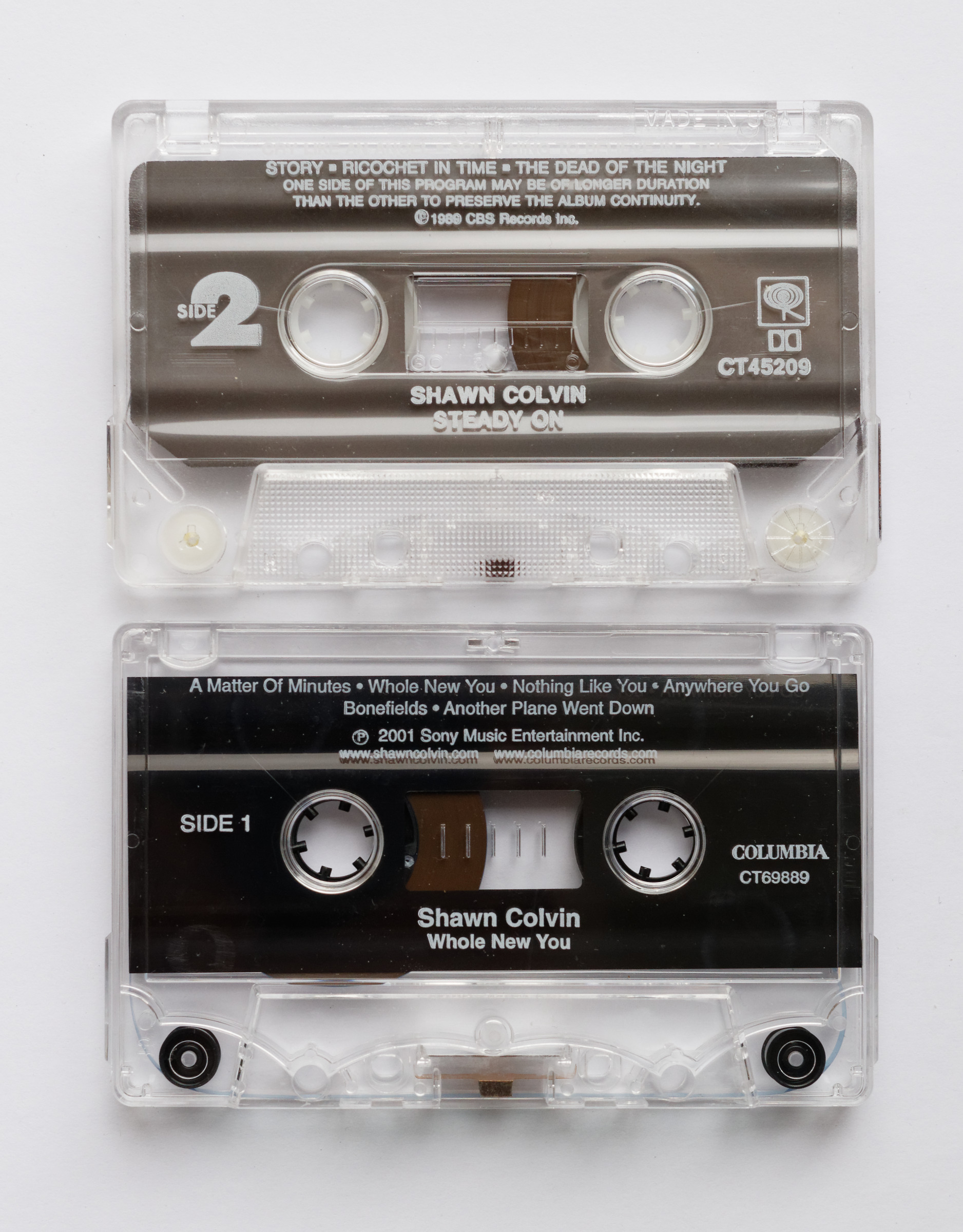
Casetes comerciales grabadas sin Dolby y con Dolby (1988 y 2001)

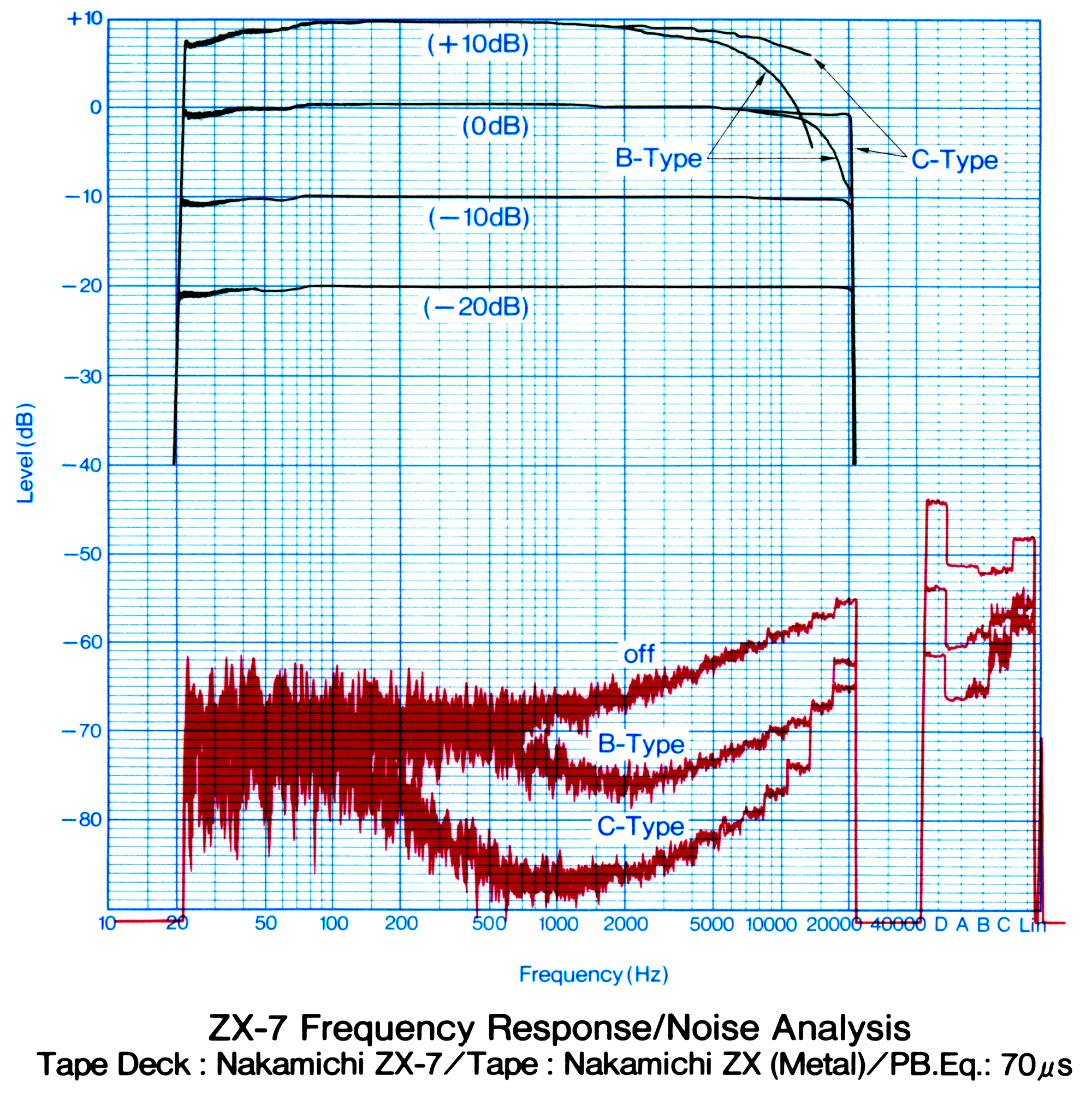
Comparación de las características de respuesta de frecuencia y ruido de los sistemas de reducción de ruido Dolby B y Dolby C, de una platina de casete de alto rendimiento Nakamichi ZX-7

Cuando se utiliza la tecnología de grabación analógica en cintas magnéticas, se puede presentar un tipo de ruido conocido como siseo de la cinta, relacionado con el tamaño y la textura de las partículas utilizadas en la emulsión magnética adherida sobre la película, y también con la velocidad relativa de la cinta a través de los cabezales.
Existen cuatro tipos de reducción de ruido: pregrabación de un solo extremo, reducción de siseo de un solo extremo, reducción de artefactos sónicos de un solo extremo y códec o sistemas de doble extremo. Los sistemas de pregrabación de un solo extremo (como el Dolby HX y el HX Pro, o Actilinear y Dyneq de Tandberg) funcionan preparando la cinta (introduciendo una señal polarizadora de alta frecuencia para mejorar la linealidad del registro) en el momento de ser grabada. Los sistemas de reducción de siseo de un solo extremo (como DNL o DNR) funcionan para reducir el ruido a medida que se produce, incluso antes y después del proceso de grabación, así como para las aplicaciones de transmisión en vivo. La reducción de ruido de superficie de un solo extremo (como el de CEDAR y los anteriores SAE 5000A y Burwen TNE 7000) se aplica a la reproducción de discos fonográficos para atenuar el ruido generado por arañazos, suciedad y no linealidades de la superficie. Los sistemas de dos extremos tienen un proceso de énfasis previo aplicado durante la grabación y luego un proceso de atenuación aplicado durante la reproducción.

### Sistemas de reducción de ruido basados en expansores
Los procedimientos de reducción de ruido por compansión de dos extremos incluyen los sistemas profesionales Dolby y Dolby SR; dbx Profesional y dbx Tipo I; EMT NoiseBX de Donald Aldous; el Model 2000 de Burwen Laboratories; y telcom c4 de Telefunken; así como los sistemas de consumo Dolby NR, Dolby B, Dolby C y Dolby S; dbx Tipo II, High Com de Telefunken y High-Com II de Nakamichi; (Aurex AD-4) de Toshiba; ANRS y Super ANRS de JVC; Super D de Fisher/Sanyo; y el sistema Ex-Ko de Hungría y Alemania Oriental.
Estos sistemas utilizan un proceso de preénfasis aplicado durante la grabación y luego un proceso de atenuación aplicado durante la reproducción.
La primera técnica de reducción de ruido de audio ampliamente utilizada fue desarrollada por Ray Dolby en 1966. Diseñado para uso profesional, el sistema Dolby Tipo A era un procedimiento de codificación/decodificación en el que la amplitud de frecuencias en cuatro bandas aumentaba durante la grabación (codificación) y luego disminuía proporcionalmente durante reproducción (decodificación). El sistema Dolby B (desarrollado junto con Henry Kloss) era un procedimiento de banda única diseñado para productos de consumo. En particular, al grabar partes silenciosas de una señal de audio, se potenciaban las frecuencias por encima de 1 kHz. Esto tuvo el efecto de aumentar la relación señal/ruido en la cinta hasta 10 dB, dependiendo del volumen de la señal inicial. Cuando se reproducía, el decodificador invertía el proceso, reduciendo de hecho el nivel de ruido hasta en 10 dB. El sistema Dolby B, aunque no es tan eficaz como el Dolby A, tenía la ventaja de seguir siendo escuchable en sistemas de reproducción sin decodificador.
El circuito integrado High Com U401BR de Telefunken también podía utilizarse para funcionar como un compandidor, en gran parte compatible con la reducción de ruidos Dolby. En varios decks de cinta  High Com de última generación, la función Dolby-B emulando un sistema "DNR Expander" no funcionaba solo para la reproducción, sino que también se aplicaba durante la grabación (aunque en este último caso el procedimiento no estaba documentado).
El dbx era un sistema de reducción de ruido analógico competidor desarrollado por David E. Blackmer, fundador de los laboratorios dbx. Utilizaba un algoritmo de codificación/decodificación basado en la raíz de la media de los cuadrados (RMS), con las altas frecuencias propensas al ruido realzadas y toda la señal alimentada a través de una relación de compansión 2:1. Funcionaba en todo el ancho de banda audible, y a diferencia del Dolby B, no se podía utilizar como un sistema abierto. Sin embargo, permitía obtener hasta 30 dB de reducción de ruido.
Dado que los videos analógicos utilizan modulación de frecuencia para la parte de luminancia (señal de video compuesto en sistemas de color directo), que mantiene la cinta en un determinado nivel de saturación, no es necesario aplicar la reducción de ruido de audio.

### Limitador de ruido dinámico y reducción de ruido dinámico
El limitador de ruido dinámico (Dynamic Noise Limiter; DNL) es un sistema de reducción de ruido de audio introducido originalmente por Philips en 1971 para su uso en magnetófonos de casete. Su circuito también se basa en un solo chip.
National Semiconductor lo desarrolló aún más en el sistema de reducción dinámica de ruido (Dynamic Noise Reduction; DNR) para reducir los niveles de ruido en la telefonía de larga distancia. Vendido por primera vez en 1981, DNR se confunde con frecuencia con el mucho más común Reducción de ruidos Dolby. Sin embargo, a diferencia de los sistemas de reducción de ruido Dolby y dbx Tipo I y Tipo II, DNL y DNR son sistemas de procesamiento de señales de solo reproducción, que no requieren que el material de origen se codifique primero, y se pueden utilizar junto con otras formas de reducción de ruido.
Debido a que los sistemas DNL y DNR no son complementarios, lo que significa que no requieren material fuente codificado, se pueden usar para eliminar el ruido de fondo de cualquier señal de audio, incluidas las grabaciones en cinta magnética y las transmisiones de radio FM, reduciendo el ruido hasta en 10 dB. Se pueden utilizar junto con otros sistemas de reducción de ruido, siempre que se empleen antes de aplicar DNR para evitar que provoque un error de seguimiento del otro sistema de reducción de ruido.
Una de las primeras aplicaciones generalizadas de DNR fue en los sistemas de autorradios de Delco introducidos en 1984 en los coches de GM fabricados en Estados Unidos. También se utilizó en equipos de sonido de fábrica en vehículos Jeep en la década de 1980, como el Cherokee XJ. Hoy en día, DNR, DNL y sistemas similares se encuentran con mayor frecuencia como sistema de reducción de ruido en sistemas de micrófonos.

### Otros enfoques
Una segunda clase de algoritmos trabaja en el dominio de tiempo-frecuencia utilizando algunos filtros lineales o no lineales que tienen características locales y a menudo se denominan filtros de tiempo-frecuencia. Por lo tanto, el ruido también se puede eliminar mediante el uso de herramientas de edición espectral, que procesan el dominio de tiempo-frecuencia, permitiendo modificaciones locales sin afectar a la energía de las señales adyacentes. Esto se puede hacer manualmente con programas de ordenador capaces de ajustar las características de la relación entre tiempo-frecuencia, de forma muy similar a la de un programa de pintura para hacer dibujos. Otra forma es definir un umbral dinámico para filtrar el ruido, que se deriva de la señal local, nuevamente con respecto a una región de tiempo-frecuencia local. Todo lo que esté por debajo del umbral se filtrará, todo lo que esté por encima del umbral, quedará intacto. La región se define típicamente por la ubicación de la frecuencia instantánea de la señal, ya que la mayor parte de la energía de la señal que se conservará se concentra en ella.
Las grabaciones de sonido (e imágenes) digitales modernas ya no necesitan preocuparse por el siseo de la cinta, por lo que los sistemas de reducción de ruido de estilo analógico ya no son necesarios. Sin embargo, un giro interesante es que los sistemas de tramado en realidad agregan ruido a una señal para mejorar su calidad.

### Programas de ordenador
La mayoría de los programas de edición de voz de propósito general suelen tener una o más funciones de reducción de ruido (como Audacity y WavePad). También existen notables aplicaciones de reducción de ruido de propósito especial como el Gnome Wave Cleaner.

## En imágenes
|                                              |
| Imagen original y una vez procesado el ruido |

Las imágenes tomadas tanto con cámaras digitales como con película fotográfica captarán ruido procedente de distintas fuentes. El uso posterior de estas imágenes a menudo requerirá que el ruido se elimine (parcialmente), con propósitos estéticos como en el trabajo artístico o la mercadotecnia, o para fines prácticos como la visión artificial.

### Tipos
El ruido sal y pimienta (perturbaciones de luz y oscuridad dispersas), se produce cuando los píxeles de una imagen son muy diferentes en color o intensidad de los píxeles circundantes; la característica definitoria es que el valor de un píxel ruidoso no guarda relación con el color de los píxeles circundantes. Generalmente, este tipo de ruido solo afectará a una pequeña cantidad de píxeles de la imagen. Cuando se ve, la imagen contiene puntos oscuros y blancos, de ahí la denominación de este fenómeno. Las fuentes típicas incluyen motas de polvo dentro de la cámara y elementos fotocaptores CCD sobrecalentados o defectuosos.
El ruido gaussiano consiste en que el valor de cada píxel de la imagen se desvía de su valor original en una cantidad (generalmente) pequeña. Un histograma, una gráfica de la cantidad de distorsión de un valor de píxel contra la frecuencia con la que ocurre, muestra un distribución normal de ruido. Si bien son posibles otras distribuciones, la distribución gaussiana (normal) suele ser un buen modelo, debido al teorema del límite central que dice que la suma de diferentes ruidos tiende a acercarse a una distribución gaussiana.
En cualquier caso, el ruido en diferentes píxeles puede estar correlacionado o no correlacionado; en muchos casos, los valores de ruido en diferentes píxeles se modelan como variables aleatorias independientes e idénticamente distribuidas y, por lo tanto, no están correlacionados.

### Eliminación

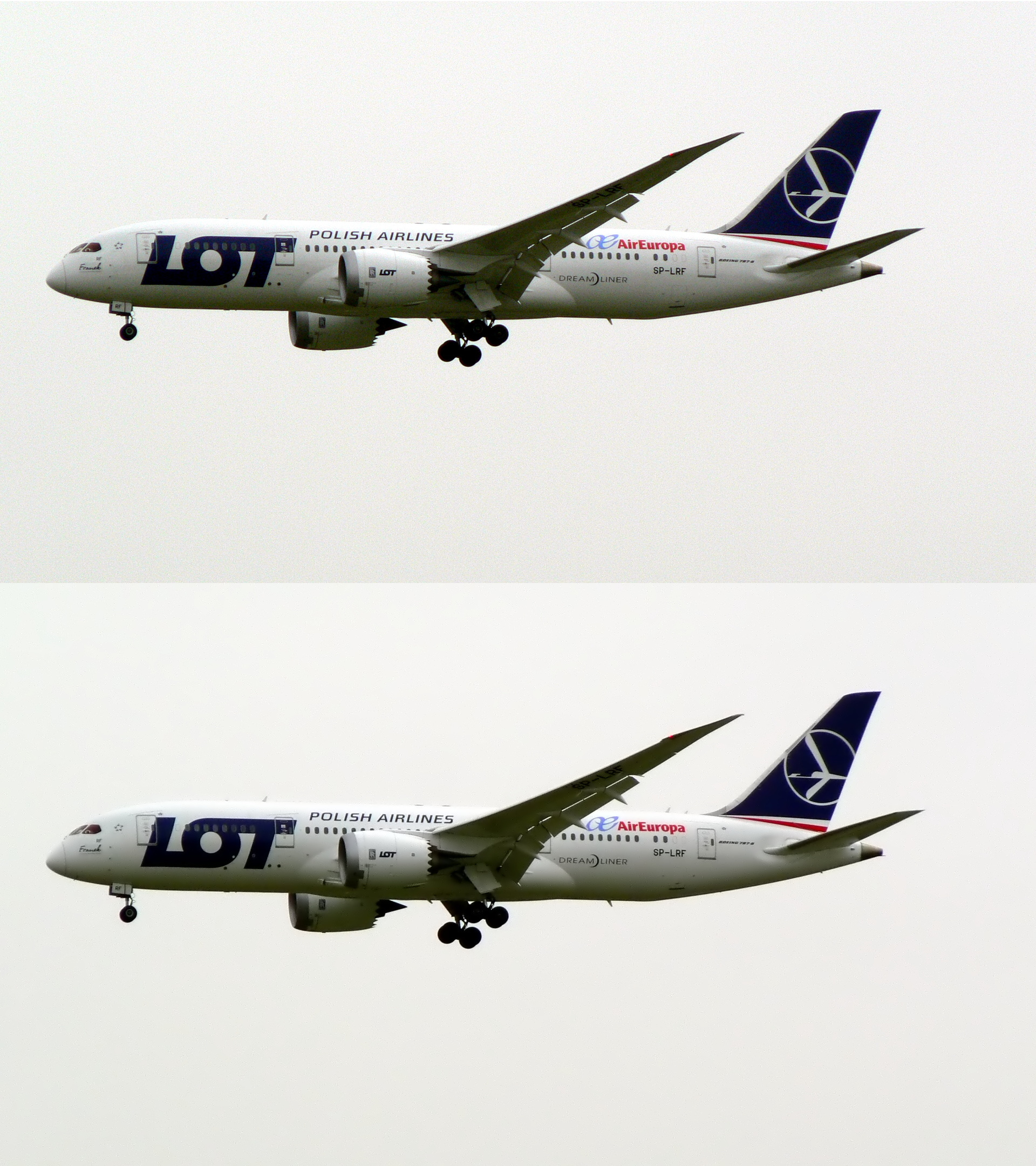
Reducción del ruido de una imagen digital mediante el programa GIMP

#### Compensaciones
Existen numerosos algoritmos de reducción de ruido en el procesamiento de imágenes. Al seleccionar un algoritmo de reducción de ruido, se deben sopesar varios factores:
- La potencia disponible del ordenador y el tiempo disponible: una cámara digital debe aplicar reducción de ruido en una fracción de segundo utilizando una pequeña CPU integrada, mientras que una computadora de escritorio tiene mucha más potencia y tiempo para efectuar los cálculos necesarios
- Si sacrificar algunos detalles reales es aceptable cuando permite eliminar más ruido (decidir si las variaciones en la imagen son ruido o no)
- Las características del ruido y el detalle en la imagen, para tomar mejor esas decisiones

#### Separación de ruido de croma y luminancia
En las fotografías del mundo real, el detalle de frecuencia espacial más alto consiste principalmente en variaciones de brillo ("detalle de luminancia") en lugar de variaciones en el tono ("detalle de croma"). Dado que cualquier algoritmo de reducción de ruido debe intentar eliminar el ruido sin sacrificar los detalles reales de la escena fotografiada, se corre el riesgo de una mayor pérdida de detalles de la reducción de ruido de luminancia que con la reducción de ruido de croma simplemente porque la mayoría de las escenas tienen pocos detalles de croma de alta frecuencia. Además, la mayoría de la gente encuentra el ruido cromático en las imágenes más objetable que el ruido de luminancia; las manchas de colores se consideran "de aspecto digital" y no naturales, en comparación con la apariencia granulada del ruido de luminancia que algunos comparan con el grano de la película. Por estas dos razones, la mayoría de los algoritmos de reducción de ruido fotográfico dividen el detalle de la imagen en componentes de croma y de luminancia; y aplican más reducción de ruido al primero.
La mayoría de los programas informáticos dedicados a la reducción de ruido permiten al usuario controlar la reducción de ruido de crominancia y luminancia por separado.

#### Filtros de suavizado lineal
Un método para eliminar el ruido es mediante convolución de la imagen original con una máscara que representa un filtro paso bajo o una operación de suavizado. Por ejemplo, la máscara gaussiana comprende elementos determinados por una función gaussiana. Esta convolución sitúa el valor de cada píxel en mayor armonía respecto a los valores de sus vecinos. En general, un filtro de suavizado establece cada píxel en el valor promedio, o un promedio ponderado, de sí mismo y de sus vecinos cercanos; el filtro gaussiano es solo un posible conjunto de pesos.
Los filtros de suavizado tienden a difuminar una imagen, porque los valores de intensidad de los píxeles que son significativamente más altos o más bajos que el vecindario circundante "mancharían" el área. Debido a este desenfoque, los filtros lineales rara vez se utilizan en la práctica para reducir el ruido. Sin embargo, a menudo se utilizan como base para filtros de reducción de ruido no lineales.

#### Difusión anisotrópica
Otro método para eliminar el ruido es someter la imagen a un suavizado basado en una ecuación en derivadas parciales similar a la ecuación del calor, que se llama difusión anisotrópica. Con un coeficiente de difusión espacialmente constante, esto equivale al filtrado mediante la ecuación del calor (o lineal gaussiano), pero con un coeficiente de difusión diseñado para detectar bordes, el ruido se puede eliminar sin difuminar los bordes de la imagen.

#### Medios no locales
Otro enfoque para eliminar el ruido se basa en el promedio no local de todos los píxeles en una imagen. En particular, la cantidad de ponderación de un píxel se basa en el grado de similitud entre un pequeño parche centrado en ese píxel y el pequeño parche centrado en el píxel cuando se elimina el ruido.

#### Filtros no lineales
Un filtro de mediana es un ejemplo de filtro no lineal, y si se diseña correctamente, es muy bueno para preservar los detalles de la imagen. Para ejecutar un filtro de mediana:
1. Se considera cada píxel de la imagen
2. Se ordenan los píxeles vecinos en función de sus intensidades
3. Se reemplaza el valor original del píxel con el valor de la mediana de la lista

Se trata de un filtro de selección de rango (RS), un miembro particularmente severo de la familia de filtros de selección de rango condicionado por rango (RCRS); un miembro mucho más suave de esa familia, por ejemplo, es aquel que selecciona el más cercano de los valores vecinos cuando el valor de un píxel es externo en su entorno y no lo modifica en caso contrario, a veces se prefieren, especialmente en aplicaciones fotográficas.
Los filtros RCRS de mediana y otros son buenos para eliminar el ruido de sal y pimienta de una imagen y también difuminan relativamente poco los bordes, y por lo tanto, se utilizan a menudo en aplicaciones de visión por computadora.

#### Transformada de ondículas
El objetivo principal de un algoritmo de eliminación de ruido de imágenes es lograr tanto la reducción del ruido como la preservación de las características. En este contexto, los métodos basados en ondículas son de particular interés. En el dominio de las ondículas, el ruido se distribuye uniformemente a través de coeficientes, mientras que la mayor parte de la información de la imagen se concentra en unos pocas grandes ondas. Por lo tanto, los primeros métodos de eliminación de ruido basados en ondículas se valían de los umbrales de los coeficientes de subbandas de detalle. Sin embargo, la mayoría de los métodos de umbralización de ondículas adolecen del inconveniente de que el umbral elegido puede no coincidir con la distribución específica de los componentes de señal y ruido a diferentes escalas y orientaciones.
Para abordar estas desventajas, se han desarrollado estimadores no lineales basados en la teoría bayesiana. En el marco bayesiano, se ha reconocido que un algoritmo de eliminación de ruido exitoso puede lograr tanto la reducción de ruido como la preservación de características si emplea una descripción estadística precisa de los componentes de la señal y del ruido.

#### Métodos estadísticos
También existen métodos estadísticos para eliminar el ruido de imágenes, aunque se utilizan con poca frecuencia, ya que son computacionalmente exigentes. Para el ruido gaussiano, se pueden modelar los píxeles en una imagen en escala de grises como distribuidos normalmente automáticamente, de forma que el valor "verdadero" de la escala de grises de cada píxel se distribuye normalmente con una media igual al valor promedio de la escala de grises de sus píxeles vecinos y según una variación dada.
Sean {\displaystyle \delta _{i}} los píxeles adyacentes al píxel {\displaystyle i}th. Entonces la distribución condicional de la intensidad de la escala de grises (en una escala {\displaystyle [0,1]}) en el nodo {\displaystyle i}th es:
{\displaystyle \mathbb {P} (x(i)=c|x(j)\forall j\in \delta i)\propto e^{-{\frac {\beta }{2\lambda }}\sum _{j\in \delta i}(c-x(j))^{2}}}
para un parámetro elegido {\displaystyle \beta \geq 0} y varianza {\displaystyle \lambda }. Un método de eliminación de ruido que utiliza el modelo normal automático emplea los datos de la imagen con un análisis bayesiano previo y la densidad normal automática como una función de verosimilitud, y la distribución posterior resultante ofrece una media o un modo como una imagen eliminada de ruido.

#### Algoritmos de coincidencia de bloques
Se puede aplicar un algoritmo de coincidencia de bloques para agrupar fragmentos de imágenes similares en macrobloques superpuestos de tamaño idéntico, las pilas de macrobloques similares se filtran juntas en el dominio de transformación y cada fragmento de imagen finalmente se restaura a su ubicación original utilizando un promedio ponderado de los píxeles superpuestos.

#### Campo aleatorio
Los campos de contracción son una técnica de campo aleatorio basada en el aprendizaje automático que ofrece un rendimiento comparable al del método de filtrado por coincidencia de bloques y 3D, pero requiere una sobrecarga computacional mucho menor (de modo que podría realizarse directamente dentro de un sistema embebido).

#### Aprendizaje profundo
Se han propuesto varios enfoques de aprendizaje profundo para resolver la reducción de ruido y las tareas de restauración de imagen. Deep Image Prior es una de esas técnicas, que utiliza redes neuronales convolucionales y se distingue porque no requiere datos de entrenamiento previo.

### Programas de ordenador
La mayoría de los programas de edición de imágenes y fotografías de uso general disponen de una o más funciones de reducción de ruido (mediana, desenfoque, eliminación de manchas u otros). Entre los programas de reducción de ruido de propósito especial reseñables se incluyen Neat Image, Noiseless, Noiseware, Noise Ninja, G'MIC (a través del comando -denoise) y pnmnlfilt (filtro no lineal) que se encuentran en las herramientas de código abierto Netpbm. Entre los programas de edición de imágenes y fotos de uso general notables que incluyen funciones de reducción de ruido figuran Adobe Photoshop, GIMP, PhotoImpact, Paint Shop Pro, Helicon Filter, UFRaw, PhotoPad y Darktable.

### Problemas generales de ruido
- Procesamiento de señales
- Subespacio de señal

### Audio
- Acústica arquitectónica
- Prueba de escucha de códec
- Auriculares con cancelación de ruido
- Impresión de ruido
- Enmascaramiento de sonido

### Imágenes y video
- Sustracción de marco oscuro
- Procesamiento digital de imágenes
- Eliminación de ruido de variación total
- Eliminación de ruido de vídeo

### Problemas similares
- Desemborronado